# Xã Barham, Quận Franklin, Arkansas
Xã Barham (tiếng Anh: Barham Township) là một xã thuộc quận Franklin, tiểu bang Arkansas, Hoa Kỳ. Năm 2010, dân số của xã này là 186 người.